# Nina Christen
Nina Christen (Stans, 7 de fevereiro de 1994) é uma atiradora esportiva suíça, campeã olímpica.

## Carreira
Christen participou dos Jogos Olímpicos de Verão de 2020 em Tóquio, onde participou da prova de carabina em três posições, conquistando a medalha de ouro ao se consagrar campeã na totalização de 463.9 pontos. Além disso, na mesma edição conseguiu a medalha de bronze na carabina de 10 m.